# Leptoconops umbellifer
Leptoconops umbellifer är en tvåvingeart som beskrevs av Jean Clastrier 1981.
Leptoconops umbellifer ingår i släktet Leptoconops och familjen svidknott. Inga underarter finns listade i Catalogue of Life.